# Naturgodis

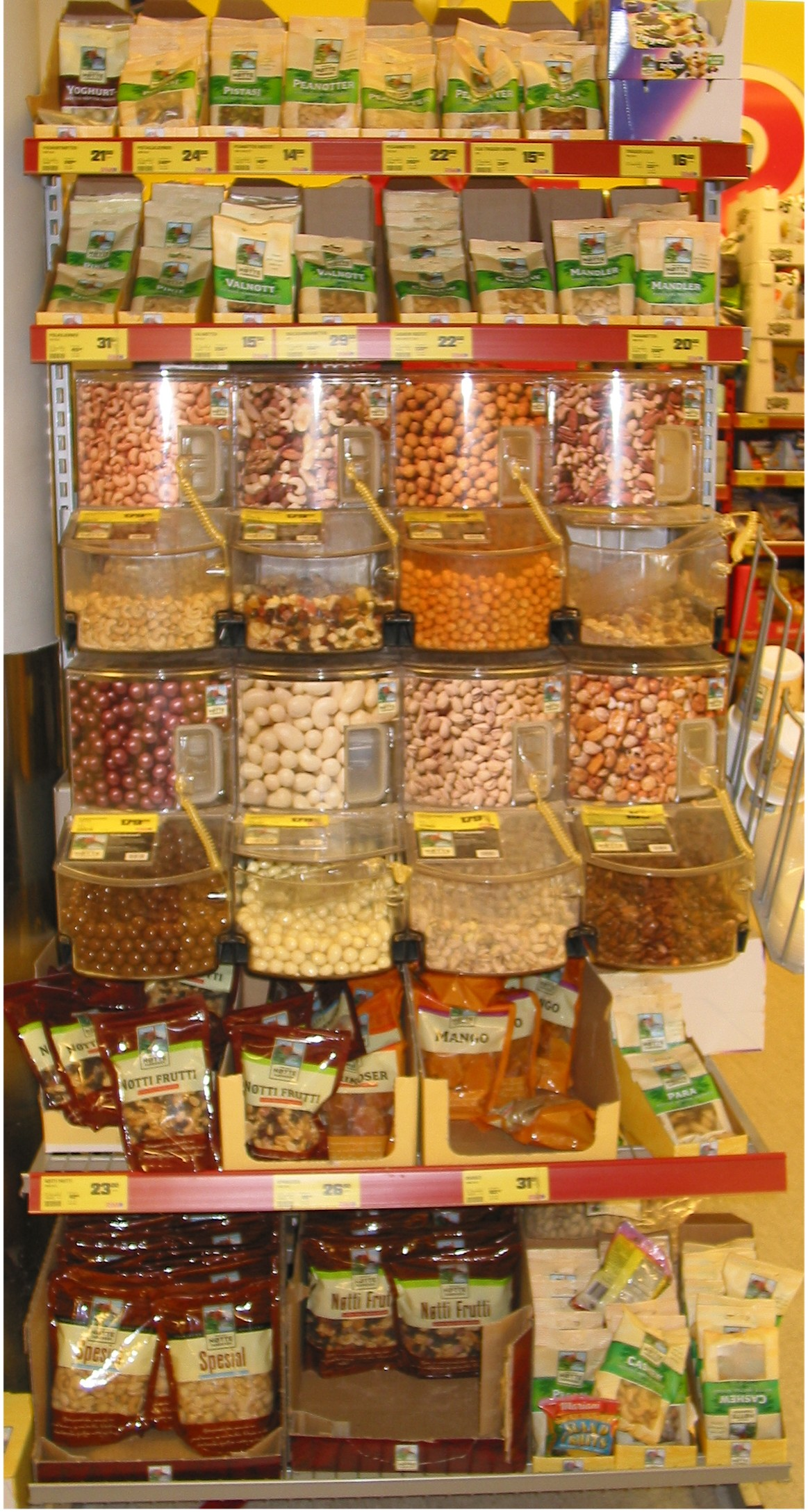
Naturgodis i en dagligvarubutik i Norge.

Naturgodis eller natursnacks är den allmänna benämningen på godis och tilltugg som innehåller frukt, bär eller nötter som bas. Det kan vara allt från torkad frukt till saltade, choklad- eller yoghurtöverdragna russin, jordnötter eller cashewnötter.
Naturgodis fick sitt genomslag under 1980-talet. Det säljs i livsmedelsbutiker och välsorterade hälsokostbutiker och finns både i lösvikt och i färdigpaketerade påsar.

## Naturgodis och hälsa
Naturgodis och natursnacks är trots namnet sällan naturligt eller nyttigt. Vissa delar av sortimentet kan anses nyttigt, framförallt naturella nötter som innehåller många viktiga näringsämnen. För övrigt är det ingen större skillnad mellan naturgodis/natursnacks och ordinarie godis/snacks när det gäller mängd kalorier, innehåll av socker, fett, salt och tillsatser. Torkad frukt kan exempelvis innehålla tillsatt socker och år 2010 innehöll många naturgodissorter palmolja och tillsatser som natriumglutamat. Eftersom naturgodis ofta importeras är det svårare för leverantörerna att påverka produktionen och innehållet.